# Угарная
Угарная (также Менка-Тари, Менкатари) — река в Таймырском Долгано-Ненецком районе Красноярского края России, правый приток Дудыпты. Длина реки — 124 км, площадь водосборного бассейна — 2140 км².
Река берёт начало в заболоченной местности на Северо-Сибирской низменности на высоте более 49 м над уровнем моря. Течёт преимущественно на юг по тундровой местности. В бассейне находится большое количество озёр, наиболее крупные из которых: Сахыр-Кюёль, Муклай, Гыргей, Николая, Муксуннах, Майма, озёра Кугас-Кыл. Впадает в Дудыпту справа в 96 км от её устья, на высоте 20 м над уровнем моря. В нижнем течении ширина русла достигает 127 м при глубине 1,4 м, скорость течения — 0,3 м/с.

## Основные притоки
Указаны поименованные притоки длиной 30 км и более.
| Название      | Расстояние от устья | Длина | Положение |
| ------------- | ------------------- | ----- | --------- |
| Бёрёлёх       | 20                  | 69    | правый    |
| Холиранготари | 29                  | 75    | левый     |
| Логу          | 67                  | 40    | правый    |

## Данные водного реестра
По данным государственного водного реестра России и геоинформационной системы водохозяйственного районирования территории РФ, подготовленной Федеральным агентством водных ресурсов:
- Бассейновый округ — Енисейский
- Речной бассейн — Пясина
- Речной подбассейн — нет
- Водохозяйственный участок — Пясина и другие реки бассейна Карского моря от восточной границы бассейна Енисейского залива до западной границы бассейна реки Каменная
- Код объекта в государственном водном реестре — 17020000112116100122897[4].